# Highland Hall (Columbus, Georgia)
Highland Hall, ubicado en MidTown Columbus, Georgia, fue construido en 1857 por la familia Ellis y originalmente estaba ubicado en un lote de diez acres. Fue nombrado en el Registro Nacional de Lugares Históricos en 1980. 

## Arquitectura
La casa es una cabaña elevada de estilo neogriego que originalmente tenía dos habitaciones de profundidad y flanqueaban simétricamente un gran salón central. Alrededor de 1905 se construyó una ampliación trasera de dos pisos, que incorpora lo que se cree que fue la cocina independiente original. El porche delantero con frontón tiene cuatro columnas de sección cuadrada y una fina balaustrada de hierro fundido y molduras ornamentales.

## Historia
Los Ellis vendieron Highland Hall en 1878 por $700. Durante la siguiente década, Highland Hall cambió de manos varias veces antes de ser vendido a Estelle Collins en 1905. La Sra. Collins permaneció en la casa hasta su muerte en 1978.